# Shayon Harrison
Shayon Adam Harrison (Hornsey, 13 luglio 1997) è un calciatore inglese, attaccante del FC Politehnica Iași.

## Carriera
Inizia a giocare a calcio nelle giovanili del Tottenham. Esordisce in prima squadra il 25 ottobre 2016 in Liverpool-Tottenham (2-1), nel quarto turno di EFL Cup, subentrando all'83' al posto di Georges-Kévin N'Koudou. Il 20 gennaio 2017 si trasferisce in prestito allo Yeovil Town, in Football League Two. Termina la stagione segnando una rete in 14 presenze. Il 31 gennaio 2018 passa in prestito al Southend Utd, in Football League One.
Il 1º febbraio 2019 viene ceduto in prestito al Melbourne City, nel campionato australiano. Il 29 luglio 2019 firma un biennale – con opzione di rinnovo per un terzo anno – con l'Almere City. Il 1º febbraio 2021 risolve consensualmente il contratto con gli olandesi. L'8 febbraio viene tesserato dall'AFC Wimbledon, in Football League One. In estate viene ingaggiato dal Morecambe.
Il 25 agosto 2022 viene annunciato il suo ingaggio da parte del FC Politehnica Iași. A fine stagione la squadra – grazie anche al contributo di Harrison, che mette a segno 9 reti – vince il campionato, conquistando la promozione nella massima serie rumena.

## Statistiche

### Presenze e reti nei club
Statistiche aggiornate al 28 settembre 2024.
| Stagione                   | Squadra                    | Campionato                 | Campionato | Campionato | Coppe nazionali | Coppe nazionali | Coppe nazionali | Coppe continentali | Coppe continentali | Coppe continentali | Altre coppe | Altre coppe | Altre coppe | Totale | Totale |
| Stagione                   | Squadra                    | Comp                       | Pres       | Reti       | Comp            | Pres            | Reti            | Comp               | Pres               | Reti               | Comp        | Pres        | Reti        | Pres   | Reti   |
| -------------------------- | -------------------------- | -------------------------- | ---------- | ---------- | --------------- | --------------- | --------------- | ------------------ | ------------------ | ------------------ | ----------- | ----------- | ----------- | ------ | ------ |
| 2016-gen. 2017             | Tottenham                  | PL                         | 0          | 0          | FACup+CdL       | 0+1             | 0               | UEL                | 0                  | 0                  | -           | -           | -           | 1      | 0      |
| gen.-giu. 2017             | Yeovil Town                | FL2                        | 14         | 1          | FACup+CdL       | -               | -               | -                  | -                  | -                  | FLT         | 1           | 0           | 15     | 1      |
| 2017-gen. 2018             | Tottenham U-21             | -                          | -          | -          | -               | -               | -               | -                  | -                  | -                  | FLT         | 1           | 1           | 1      | 1      |
| gen.-giu. 2018             | Southend Utd               | FL1                        | 13         | 0          | FACup+CdL       | -               | -               | -                  | -                  | -                  | FLT         | -           | -           | 13     | 0      |
| 2018-feb. 2019             | Tottenham U-21             | -                          | -          | -          | -               | -               | -               | -                  | -                  | -                  | FLT         | 1           | 1           | 1      | 1      |
| Totale Tottenham U-21      | Totale Tottenham U-21      | Totale Tottenham U-21      | -          | -          |                 | -               | -               |                    | -                  | -                  |             | 2           | 2           | 2      | 2      |
| feb.-giu. 2019             | Melbourne City             | AL                         | 10+1       | 4          | CA              | -               | -               | -                  | -                  | -                  | -           | -           | -           | 11     | 4      |
| 2019-2020                  | Almere City                | EED                        | 21         | 7          | CO              | 1               | 0               | -                  | -                  | -                  | -           | -           | -           | 22     | 7      |
| 2020-feb. 2021             | Almere City                | EED                        | 11         | 1          | CO              | 0               | 0               | -                  | -                  | -                  | -           | -           | -           | 11     | 1      |
| Totale Almere City         | Totale Almere City         | Totale Almere City         | 32         | 8          |                 | 1               | 0               |                    | -                  | -                  |             | -           | -           | 33     | 8      |
| feb.-giu. 2021             | AFC Wimbledon              | FL1                        | 1          | 0          | FACup+CdL       | -               | -               | -                  | -                  | -                  | FLT         | -           | -           | 1      | 0      |
| 2021-gen. 2022             | Morecambe                  | FL1                        | 3          | 0          | FACup+CdL       | 0               | 0               | -                  | -                  | -                  | FLT         | 1           | 0           | 4      | 0      |
| 2022-2023                  | FC Politehnica Iași        | L2                         | 14+6       | 5+4        | CR              | 0               | 0               | -                  | -                  | -                  | -           | -           | -           | 20     | 9      |
| 2023-2024                  | FC Politehnica Iași        | L1                         | 22+7       | 6+1        | CR              | 0               | 0               | -                  | -                  | -                  | -           | -           | -           | 29     | 7      |
| 2024-2025                  | FC Politehnica Iași        | L1                         | 8          | 0          | CR              | 1               | 0               | -                  | -                  | -                  | -           | -           | -           | 9      | 0      |
| Totale FC Politehnica Iași | Totale FC Politehnica Iași | Totale FC Politehnica Iași | 57         | 16         |                 | 1               | 0               |                    | -                  | -                  |             | -           | -           | 58     | 16     |
| Totale carriera            | Totale carriera            | Totale carriera            | 131        | 29         |                 | 3               | 0               |                    | 0                  | 0                  |             | 4           | 2           | 138    | 31     |

## Palmarès

### Club

#### Competizioni nazionali
- Liga II: 1

FC Politehnica Iași: 2022-2023